# Pai Euclides Talabyian
Euclides Menezes Ferreira, mais conhecido como Pai Euclides Talabyian (1937 - São Luís, 17 de agosto de 2015), foi o babalorixá fundador e responsável pela Casa Fanti Ashanti, templo de Tambor de Mina e Candomblé da nação Jeje-Nagô, em São Luís do Maranhão.

## Biografia
Euclides entrou em transe mediúnico a primeira vez aos seis anos e dançou Tambor de Mina pela primeira vez aos onze anos, no Terreiro da Turquia. Foi iniciado pelas mãos de Mãe Maria Pia dos Santos Lago, do Terreiro do Egito, em 1950, para a entidade conhecida como "Rei dos Mestres".
Iniciou seu terreiro em 1 de janeiro de 1954. O mastro central do terreiro foi plantado em 24 de dezembro de 1957, seguindo a orientação das mães Maria Pia dos Santos Lago, do Terreiro do Egito, e Anastácia Lúcia dos Santos, do Terreiro da Turquia. No dia 1 de janeiro de 1958, a casa foi inaugurada oficialmente, senda dirigida pelo babalorixá Euclides, filho de Oxaguian com Oxum, e mais tarde com Mãe Isabel, filha de Xangô com Oxum, como Mãe Pequena da Casa. O terreiro foi fundado no sítio do Igapara, com o nome de Tenda São Jorge Jardim de Oeira, depois mais conhecido por Casa Fanti-Ashanti. Em 1963, a Casa foi transferida para o bairro Cruzeiro do Anil. Em março de 1972, Pai Euclides se tornou sucessor do Terreiro da Turquia. Em meados da década de 1970, após o falecimento de sua mãe-de-santo, "tirou a mão do morto" com a Mãe Maria das Dores da Silva, no Terreiro Obá Ogunté. Em 29 de setembro de 1980, a Casa tornou-se a pioneira do candomblé no Maranhão.
Pai Euclides foi autor de livros e CDs sobre o Baião de Princesas, Tambor de Mina, Cura, publicações sobre os fundamentos religiosos e a importância da religiosidade africana no Maranhão e no Brasil. Além disso, iniciou inúmeros filhos de santo com terreiros espalhados pelo país. Recebeu a Ordem do Mérito Cultural em 7 de novembro de 2001, sendo condecorado pelo Presidente Fernando Henrique Cardoso no Palácio do Planalto. Em dezembro de 2014, foi agraciado com a medalha Simão Estácio da Silveira, maior honraria concedida pela Câmara Municipal de São Luís.
Pai Euclides Talabyian foi internado no Hospital Carlos Macieira em 15 de agosto de 2015 e morreu em 17 de agosto de infarto agudo do miocárdio em decorrência de uma pneumonia com choque cardiogênico. Deixou nove filhos. Foi sepultado na tarde no Cemitério do Turu, em São Luís.
Mãe Kabeca (Isabel Mesquita), que já vinha sendo preparada por Talabyian, é a atual liderança e representante da Casa Fante-Axante.